# Kostel Navštívení Panny Marie (Křešice)
Poutní kostel Navštívení Panny Marie v Křešicích u „zázračného“ pramene je barokní sakrální stavba z let 1708–1712 a 1729–1732 Nachází se na pěší cestě z Encovanské ulice nebo je přístupný od Nádražní ulice Černou cestou.

## Historie

### Duchovní podklad

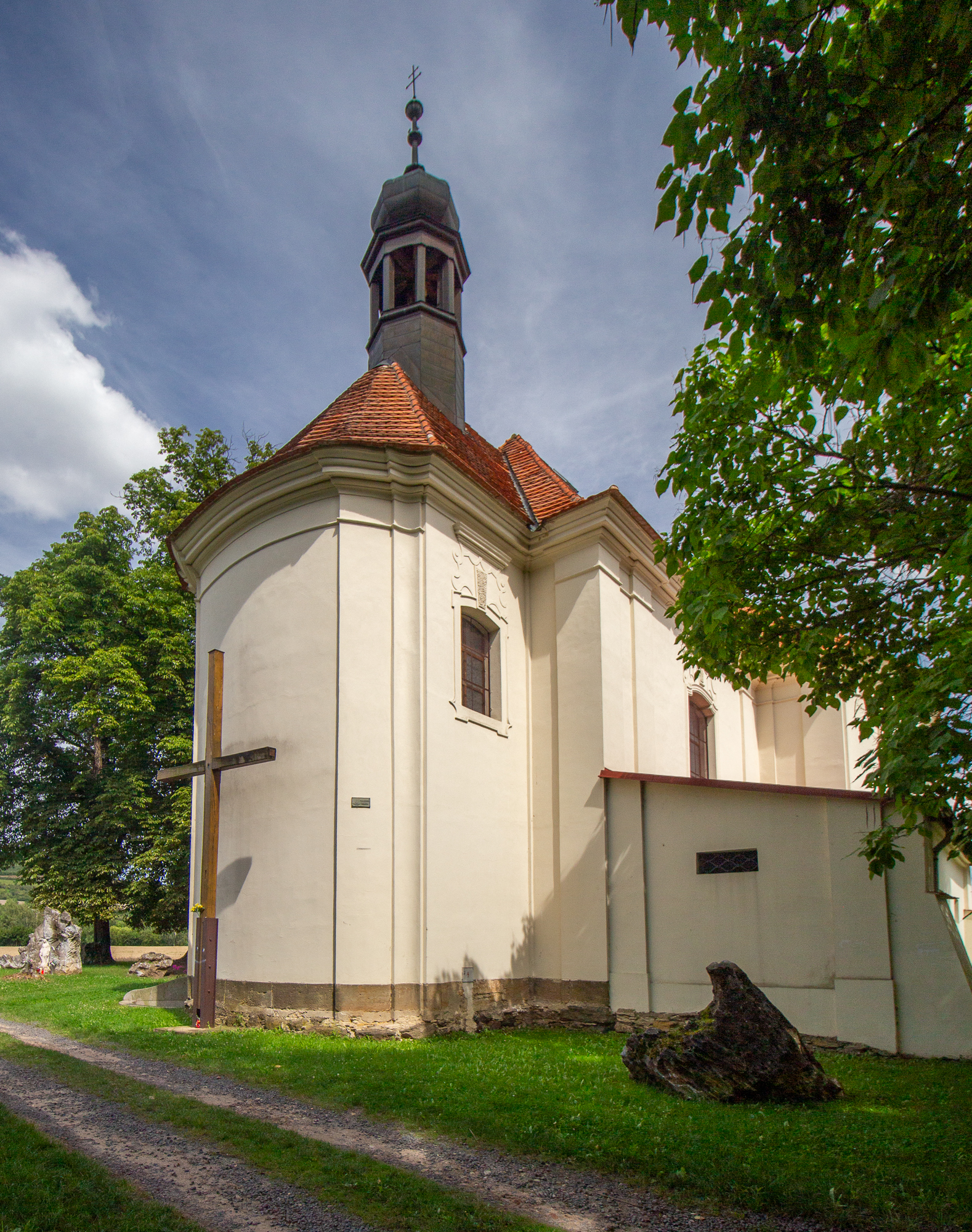
Závěr kostela

Zdejší mariánské poutní místo je úzce spojeno jak s dějinami Litoměřic, tak především s řadou litoměřických biskupů, počínaje druhým biskupem Jaroslavem Ignácem ze Šternberka. Litoměřičtí biskupové měli k blízkým Křešicím, které patřily do roku 1850 přímo k jejich panství, zvláště úzký a vřelý vztah.
Biskup Šternberk byl před svým povoláním na litoměřický biskupský stolec kanovníkem v Pasově. Již tam se stal zvláštním ctitelem Panny Marie pasovské, jejíž úctu pak šířil i v Čechách, když se stal roku 1676 litoměřickým biskupem. Na jeho popud byly v diecézi zhotovovány kopie tohoto milostného obrazu z nejrůznějšího materiálu – obrazy na plátně, dřevě, kovu, hliněné reliéfy apod.

### Kopie Pasovské madony

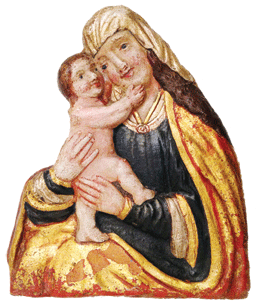
Milostný obraz Panny Marie Křešické (tzv. křešické paladium), kopie pasovské Madony

V roce 1679 koupil za 50 grošů litoměřický řeznický učeň Jan Jiří Köcher od jednoho obyvatele na předměstí jednu takovou kopii, zhotovenou a vypálenou v hlíně. Zbožný učeň dal obraz kolorovat litoměřickému malíři Janu Světeckému († 1701). Pak jej umístil ve své chudé světničce v Rybářích (litoměřická čtvrť) nedaleko biskupské rezidence a pravidelně se před ním zbožně modlíval. Když se stal Köcher později řeznickým mistrem, přesídlil do Křešic a obraz si vzal s sebou. Roku 1697 těžce onemocněl, ale po vroucích modlitbách před tímto obrazem byl uzdraven. Z vděčnosti se rozhodl vystavit svůj obraz veřejně, aby mohl prokazovat dobrodiní i jiným lidem. Pověsil ho na olši u cesty blízko studánky 20. července 1697.
Brzy začali místní zbožní obyvatelé konat mariánské modlitby před tímto obrazem. Když pak došlo v řadě případů k vyslyšení proseb, začala se úcta k obrazu šířit a přicházeli sem již i první poutníci, kteří považovali i vodu ze studánky za léčivou a zázračnou.

### Kaple
Biskup Šternberk vyslal proto 24. dubna 1704 do Křešic zvláštní církevní komisi, která pak potvrdila osmnáct zázračných uzdravení z Křešic, Zahořan, Třeboutic a Polep. Studánka s léčivou vodou byla vyzděna již roku 1703. Roku 1708 dal biskup Šternberk postavit zvláštní kapli, která byla roku 1712 vysvěcena. Kaple byla postavena nad olší, takže strom i obraz byly pak uvnitř kaple a před ním byl postaven oltář (1710).
Kapli vystavěl litoměřický architekt Octavio Broggio. Čtvrtý litoměřický biskup Jan Adam Vratislav z Mitrovic (1722–1733) měl křešický obraz v takové úctě, že týdně sloužil v poutní kapli mši svatou. V letech 1729–1732 dal týž biskup kapli rozšířit a vznikl tak nynější kostel jehož stavitelem byl opět Octavio Broggio. Kostel byl pak na svou dobu co nejdůstojněji vybaven a vyzdoben. Počet poutníků stále stoupal. Již v roce 1735 vyšla o Křešicích první publikace pod názvem Cysterna in Betlehem, vytištěná v Hradci Králové.

## Architektura
Kostel je jednolodní stavbou s barokní dynamickou dispozicí. Průčelí má na východní straně. Má segmentové výdutě v bocích lodi a odsazený delší presbytář, který je připojený na západní straně k původní kapli. Oltář je orientován k severozápadu. Při jižním boku presbytáře se nachází obdélná sakristie. Průčelí kostela má tři osy a je dvoudílné. Členěné je trojbokými pilastrovými svazky. Má proláklé boky a v zaskleném výklenku pod římsou je kamenný reliéf Pasovské madony s letopočtem 1764. Ten je kopií původní keramiky ze 17. století.
V lodi a presbytáři jsou plackové klenby s nástropními malbami s výjevy z mariánské legendy od A. Swieteckého z období mezi lety 1731–1732, ve štukových rámek pak od M. Tollingera. Nad varhanní kruchtou se nachází valená klenba s lunetami, na které je malba andělů s hudebními nástroji, která pochází z roku 1767.

### Vybavení
Hlavní oltář pochází z roku 1763. Je dřevěný a výtvarně velmi bohatý. Před povodněmi na začátku 21. století na něm byly sloupky, výklenky, čtyři bílé sochy a další plastiky; dále znaky litoměřických biskupů a zlacené doplňky rokajových. Byl zde i zasklený reliéf Pasovské madony z roku 1767. Za ním se nachází kmen olše s dvěma větvemi, u níž vznikla původní kaple, který byl zhotovený ze železného plechu roku 1766. Dva boční oltáře jsou zasvěceny sv. Anně a sv. Josefovi. Jsou zde pseudorenesanční s obrazy od Františka Wadlicha z roku 1857. Kazatelna pocházející ze 3. čtvrtiny 18. století je dřevěná, členitých tvarů se zlacený doplňky a reliféry v rokajových kartuších. Varhany z roku 1767 jsou dílem Jana Rusche ze Cvikova. Mají řadu plastických doplňků s rokajovými řezbami. Na kruchtě se nacházejí tepané rokajové mříže z roku 1769. V sakristii je umístěn obraz sv. Jana Nepomuckého od Martina Swieteckého z konce 17. století, který byl původně ve farním kostele sv. Matouše. Kostel ničivě zasáhly povodně v letech 2002, 2006 a 2013, kdy byl kostel opakovaně zaplaven do výše až čtyřech metrů. Při nich byla vždy část interiéru poškozena. Kostel však místní duchovní správce R.D. Jaroslav Stříž s pomocí dobrovolníků a mnohých přispěvatelů vždy opravil, takže v následujícím létě se již mohla konat v kostele tradiční křešická mariánská pouť slavená v blízkosti 2. července (původní den liturgické oslavy).

## Okolí kostela

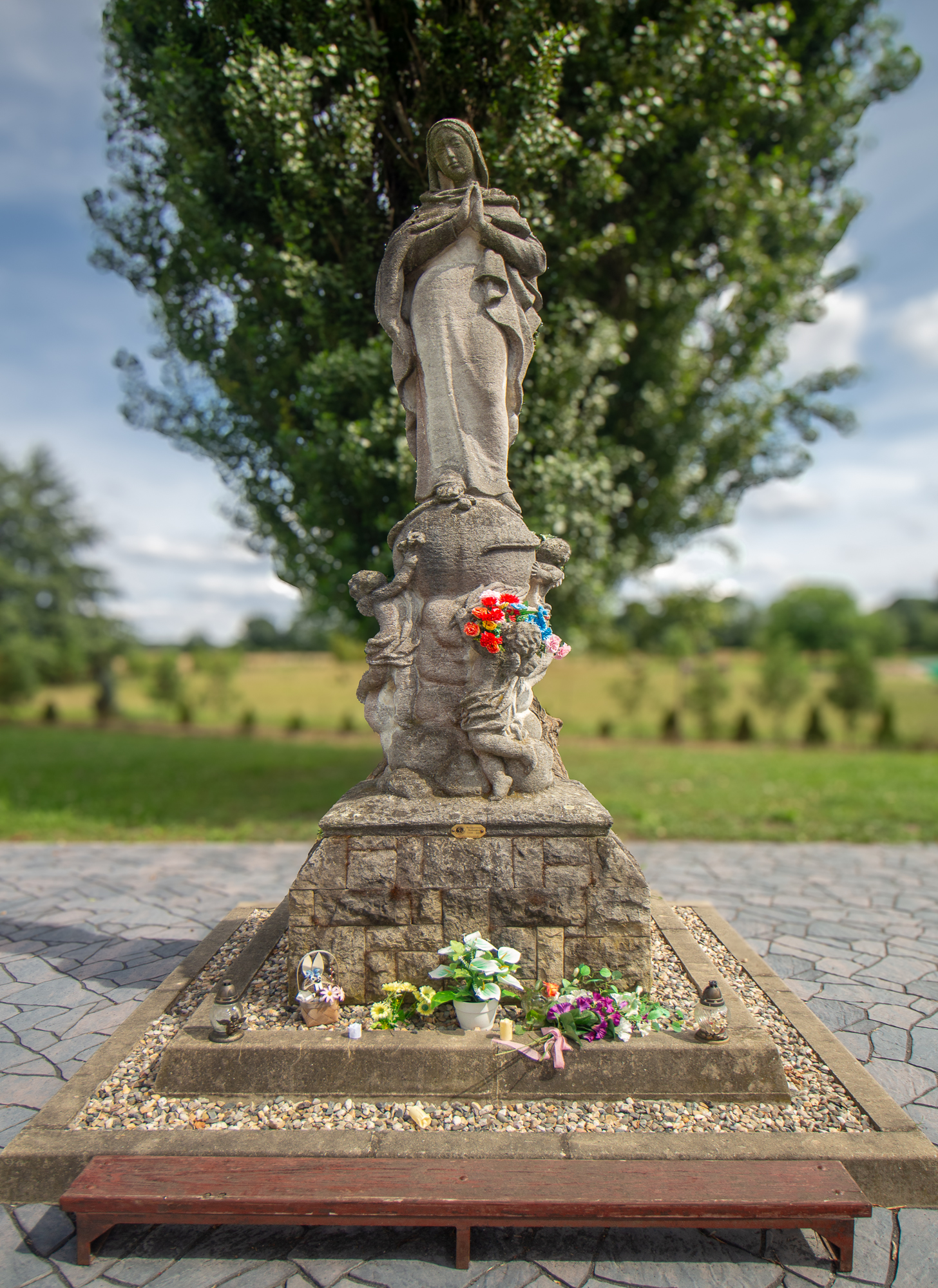
Socha u kostela Navštívení Panny Marie v Křešicích

Za presbytářem kostela je studánka. Nově byla upravena ve 20. století. Nad ní je reliéf Pasovské madony, který je polychromovaný, opatřený monogramem WS a letopočtem zřejmě 1703. U kostela stojí socha Panny Marie. V roce 2002 při povodni nad hladinou řeky Labe vyčnívala z vody pouze její poprsí a hlava. Následné povodně již byly o něco nižší, takže socha byla zalita jen částečně.